# Diana Dei
Diana Dei, nome d'arte di Agnese Mancinelli (Roma, 28 febbraio 1914 – Castiglione del Lago, 3 gennaio 1999), è stata un'attrice italiana.

## Biografia
Dopo aver ottenuto il diploma di pianoforte all'Accademia di Santa Cecilia di Roma, svolse una discreta attività come pianista e concertista con lo pseudonimo Giana Galisa. Durante una tournée in Ungheria conobbe Gyorgy Feldes, che sposò nel 1936. Questo matrimonio ebbe però breve durata: dopo la separazione, richiese l'annullamento del vincolo, che ottenne solo nel 1960.

### La rivista

Foto di scena con Paolo Ferrari, Diana Dei, Alba Arnova e Nino Manfredi nel varietà La piazzetta

Verso la fine degli anni trenta mostrò interesse per il teatro di rivista e, tra il 1939 e il 1942 comparve, in piccoli ruoli, in qualche film.
Nel 1947 avvenne l'incontro con Mario Riva, di cui diventò inseparabile e dal quale ebbe il figlio Antonello (1951-2020), organizzatore e regista di programmi televisivi; insieme a lui e a Riccardo Billi intraprese la carriera teatrale in diversi spettacoli di successo organizzati da Remigio Paone, Pietro Garinei e Sandro Giovannini, tra i quali Col naso lungo e le gambe corte di Nelli e Mangini (1947), Bada che ti mangio! di Michele Galdieri, con Totò e Isa Barzizza (1949), per poi cogliere il successo con La Bisarca (1950).
Negli anni cinquanta seguono tre riviste scritte da Vittorio Metz e Marcello Marchesi: Alta tensione (1950), I fanatici (1951) e Caccia al tesoro (1953), quindi Siamo tutti dottori di Age & Scarpelli e Dino Verde (1954), per approdare poi alla commedia musicale con i due successi de La granduchessa e i camerieri insieme a Wanda Osiris (1955) e la satira di costume Gli italiani sono fatti così di Vittorio Metz, Marcello Marchesi e Dino Verde (1956).
Sul grande schermo comparve in una ventina di pellicole tra il 1947 e il 1959, molte interpretate insieme a Mario Riva (1913-1960), nelle quali si fece notare per la bella presenza e una spiccata simpatia. Dopo la morte di Mario Riva decise di ritirarsi dalle scene, insegnando dizione e recitazione alla "Scuola di Teatro Mario Riva" da lei fondata in memoria del compagno.

### La prosa
Nei primi anni ottanta tornò alla ribalta nel teatro di prosa con due spettacoli, Tre civette sul comò e soprattutto Lady Edoardo, in cui interpretava una delle quattro regine insieme a Paola Borboni, Tina Lattanzi e Zora Velcova.
Lavorò ancora nel cinema interpretando alcune scene con Alvaro Vitali nella serie dei film di Pierino diretta da Marino Girolami, dove ritrovò anche Riccardo Billi, recitando anche con Franco Brusati e Maurizio Nichetti.
Negli ultimi anni di vita apparve spesso in televisione come ospite in svariati talk-show e programmi.

### Morte
Morì a 84 anni nella sua casa di Castiglione del Lago mentre trascorreva le vacanze di fine anno insieme al figlio Antonello e ai suoi nipoti. Riposa al cimitero del Verano in Roma, insieme al marito Mario Riva, nella tomba della famiglia Bonavolontà.

## Filmografia

### Cinema
- Follie del secolo, regia di Amleto Palermi (1939)
- Mamma, regia di Guido Brignone (1941)
- Luna di miele, regia di Giacomo Gentilomo (1941)
- È caduta una donna, regia di Alfredo Guarini (1941)
- Rossini, regia di Mario Bonnard (1942)
- Il vento m'ha cantato una canzone, regia di Camillo Mastrocinque (1947)
- Il barone Carlo Mazza, regia di Guido Brignone (1948)
- I cadetti di Guascogna, regia di Mario Mattoli (1950)
- Totò terzo uomo, regia di Mario Mattoli (1951)
- Arrivano i nostri, regia di Mario Mattoli (1951)
- Il folle di Marechiaro, regia di Roberto Roberti (1952)
- Il paese dei campanelli, regia di Jean Boyer (1954)
- Scuola elementare, regia di Alberto Lattuada (1954)
- Il medico dei pazzi, regia di Mario Mattoli (1954)
- Madonna delle rose, regia di Enzo Di Gianni (1954)
- Rosso e nero, regia di Domenico Paolella (1955)
- Motivo in maschera, regia di Stefano Canzio (1955)
- Bravissimo, regia di Luigi Filippo D'Amico (1955)
- I giorni più belli, regia di Mario Mattoli (1956)
- Arrivano i dollari!, regia di Mario Costa (1957)
- Totò, Peppino e le fanatiche, regia di Mario Mattoli (1958)
- Il terribile Teodoro, regia di Roberto Bianchi (1958)
- Sergente d'ispezione, regia di Roberto Savarese (1958)
- Mia nonna poliziotto, regia di Steno (1958)
- Perfide ma... belle, regia di Giorgio Simonelli (1959)
- Pierino contro tutti, regia di Marino Girolami (1981)
- Pierino colpisce ancora, regia di Marino Girolami (1982)
- Giggi il bullo, regia di Marino Girolami (1982)
- Gian Burrasca, regia di Pier Francesco Pingitore (1982)
- Il buon soldato, regia di Franco Brusati (1982)
- Il Bi e il Ba, regia di Maurizio Nichetti (1986)

## Varietà televisivo Rai
- La piazzetta, varietà di Dino Verde, Marcello Marchesi, Vittorio Metz, regia di Stefano De Stefani (1956)

## Prosa televisiva Rai
- I fiordalisi d'oro di Giovacchino Forzano, regia di Guglielmo Morandi, trasmessa il 2 maggio 1958.